# Ромберг, Гисберт фон
Гисберт Фрейхер фон Ромберг (нем. Gisbert von Romberg, 31 марта 1866 года, Баден-Баден — 8 декабря 1939 года, замок Мёнерсдорф, Силезия) — немецкий дипломат.

## Биография
Изучал юриспруденцию в Рейнском Боннском университете Фридриха Вильгельма и с 1886 года был активным членом студенческого союза университета Corps Borussia Bonn. В 1889 году фон Ромберг был принят на службу в министерство иностранных дел Германской империи. С 1905 по 1907 годы служил консулом в Болгарии, в 1907—1910 — посланником там же. С 1912 по январь 1919 года был послом Германии в Швейцарии. Во время работы в Швейцарии в 1917 году по поручению канцлера Бетман-Гольвега вошёл в контакт с русскими эмигрантами, в частности, В. И. Лениным, чтобы способствовать организации их проезда в Россию через Германию в пломбированном вагоне. Впоследствии немецкий левый социал-демократ Пауль Леви уверял, что именно он оказался посредником между Лениным и посольством Германии в Берне, одинаково горячо стремившихся: первый — попасть в Россию, вторые — переправить его туда. Когда Ленин составил условия проезда, они безоговорочно были приняты. После организации проезда пломбированного вагона в Россию фон Ромберг некоторое время отслеживал результаты деятельности его пассажиров. В своём донесении канцлеру 30 апреля 1917 года фон Ромберг сообщал: «Сегодня меня посетил Платтен, который сопровождал русского революционера Ленина и его последователей в их поездке через Германию, чтобы от их имени поблагодарить меня за услуги, оказанные им. К сожалению, Платтену запрещено было сопровождать его попутчиков в Россию. Он на границе был задержан английским офицером, который приостановил его разрешение на въезд. Ленину, с другой стороны, по словам Платтена, его сторонники устроили блестящую встречу. Можно сказать, что он имеет за собой три четверти петроградских рабочих».
Завершив миссию в Швейцарии, фон Ромберг работал посланником Восточного отдела в политическом отделе МИД Германии. В 1931 году ушёл на пенсию.
В 1908 году Ромберг женился на Габриеле Берте Агнес фон Диргардт (1878—1924), в браке у них была дочь Имма Агнес Тереза Маргарет, баронесса фон Ромберг (1909—1941), также воспитывал приёмного сына Гисберта Леонгарда Фридриха Даниэля Клитцинга, барона фон Ромберга (1911—1941) и приёмную дочь Веру Марию Берту Клитцинг, баронессу фон Ромберг (1913—1944).

## Публикации
- Die Fälschungen des russischen Orangebuches: Der wahre Telegrammwechsel Paris-Petersburg bei Kriegsausbruch. Berlin: Verlag Walter de Gruyter, 1922.
- The Falsifications of the Russian Orange Book. Actual Exchange of Telegrams between Paris and St. Petersburg at the Outbreak of the War. London:George Allen & Unwin, 1923.